# 第202师团 (日本陆军)
第202师团（だいにひゃくにしだん），是大日本帝国陆军师团之一。

## 沿革
1945年（昭和20年）4月2日在仙台编成，被编入第36军作战序列。第202师团在群马县高崎市防御同盟国军的关东登陆作战，直到第二次世界大战结束。

## 师团概要

### 历代师团长
- 片倉衷（日语：片倉衷） 少将：1945年（昭和20年）4月30日-终战

### 最终所属部队
- 步兵第504连队（仙台）：菅野善吉中佐
- 步兵第505连队（若松）：中山左武郎中佐
- 步兵第506连队（山形）：工藤铁太郎中佐
- 野炮兵第202连队：斋藤武少佐
- 迫击第202连队：楢崎五郎中佐
- 第202师团速射炮队：浜田信太郎少佐
- 第202师团机关炮队：平田孝太郎大尉
- 第202师团工兵队：宮瀬泰少佐
- 第202师团辎重队：泽田熊衛少佐
- 第202师团通信队：池田照彦少佐
- 第202师团兵器勤务队：本田熊次大尉
- 第202师团第4野战医院：高橋伊一郎軍医少佐